# Ionuț-Sorin Banciu
Ionuț-Sorin Banciu (n. 5 mai 1980, Zărnești, România) este un deputat român, ales în 2020 din partea PNL. 